# Robert Comeau
Robert Comeau, né le 14 janvier 1945 à Montréal (Québec), est un militant, historien et professeur associé d'histoire à l'Université du Québec à Montréal (UQAM). Ses principaux champs de recherche ont été l'histoire des mouvements ouvriers, l'histoire politique et la question nationale du Québec.  

## Biographie
Comeau a obtenu un Baccalauréat ès Arts du Collège Sainte-Marie en 1964, une licence en histoire de l'Université de Montréal en 1967, une maîtrise en histoire sous la direction de Maurice Séguin, historien de l'École de Montréal, et a complété sa scolarité de doctorat à l'Université Laval avec l'historien Jean Hamelin, qui lui refusera de poursuivre vu les antécédents felquistes de Comeau. Il a d'abord enseigné l'histoire au secondaire et au collégial, pour ensuite occuper à l'UQAM un poste de professeur de 1969 à 2006 et de professeur associé depuis 2006. 
Il est l'auteur d'un manifeste du Front de libération du Québec en juin 1970. Le 26 septembre 1970, il participe a un vol de 450 bâtons de dynamite à la carrière Demix près de Saint-Hilaire.
En octobre 1970, pendant la Crise d'octobre, Comeau faisait partie de la Cellule d'information Viger du Front de libération du Québec (FLQ). Le 14 novembre, il est suivi par la police lorsqu'il va déposer le deuxième communiqué de la cellule Viger. Une semaine plus tard il s'occupe du dépôt du troisième communiqué. Le 5 décembre toujours sous filature il diffuse le quatrième communiqué de la cellule. Il condamnera plus tard les méthodes du groupe.
Après le front il rejoindra le comité d'action politique de Saint-Jacques.
Il a fondé le Bulletin d’histoire politique en 1992, et la Chaire Hector-Fabre en histoire politique à l’UQAM en 2003. Il a d'ailleurs été le premier titulaire de cette dernière.
Il a été président de la Société historique de Montréal de juin 2018 à 2020.